# Église Saint-Pierre de Berlin-Mitte

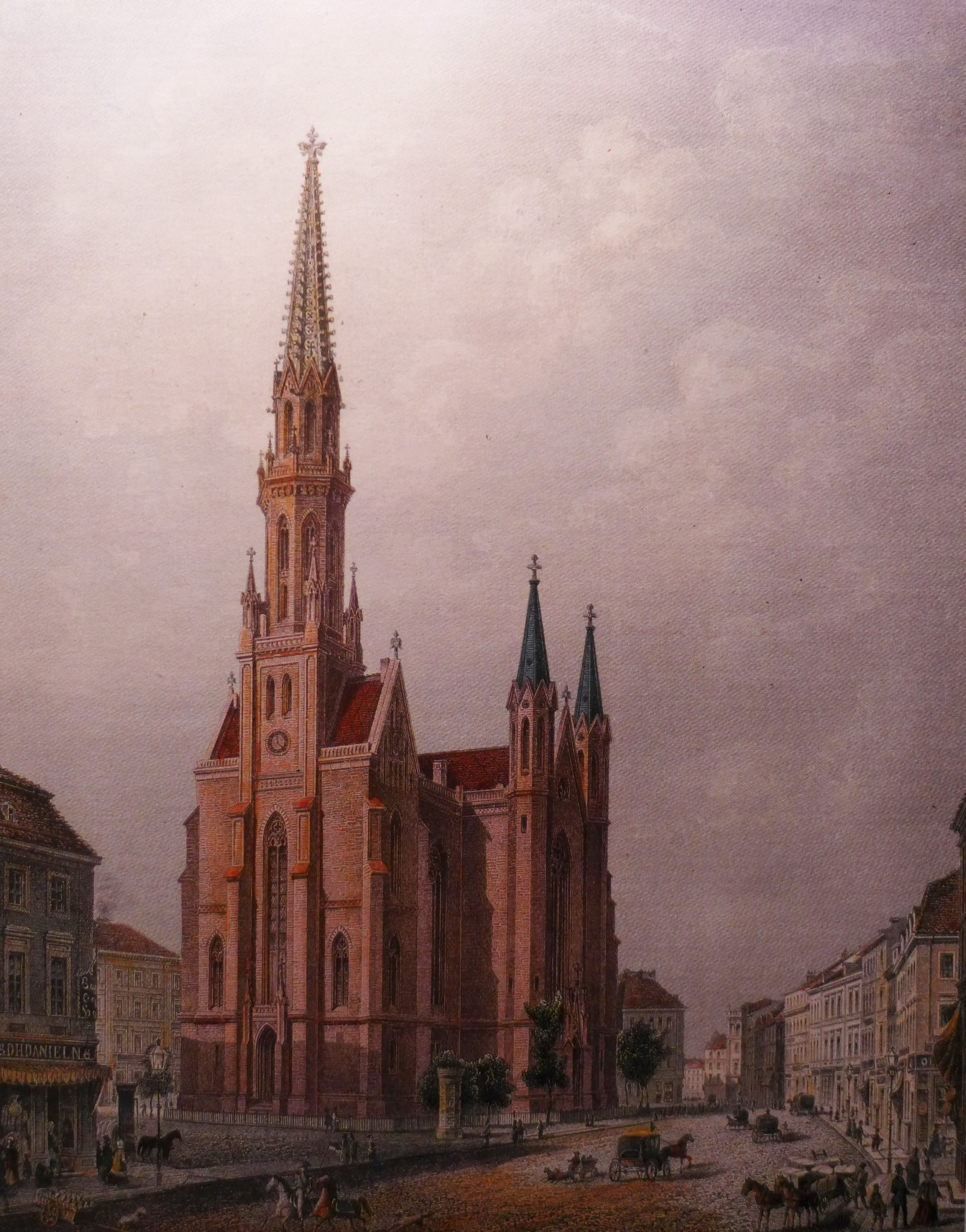
L'église Saint-Pierre vue du sud-ouest dans la Gertraudenstraße, qui se transforme en Mühlendamm au niveau du Marché aux poissons de Cölln ; à droite, l'embouchure de la Grünstraße ; au bout de la Gertraudenstraße, on peut voir à gauche derrière l'église l' ; à gauche, l'embouchure de la Brüderstraße ; gravure sur acier de l'édifice religieux reconstruit dans les années 1847 à 1853 dans le style néogothique

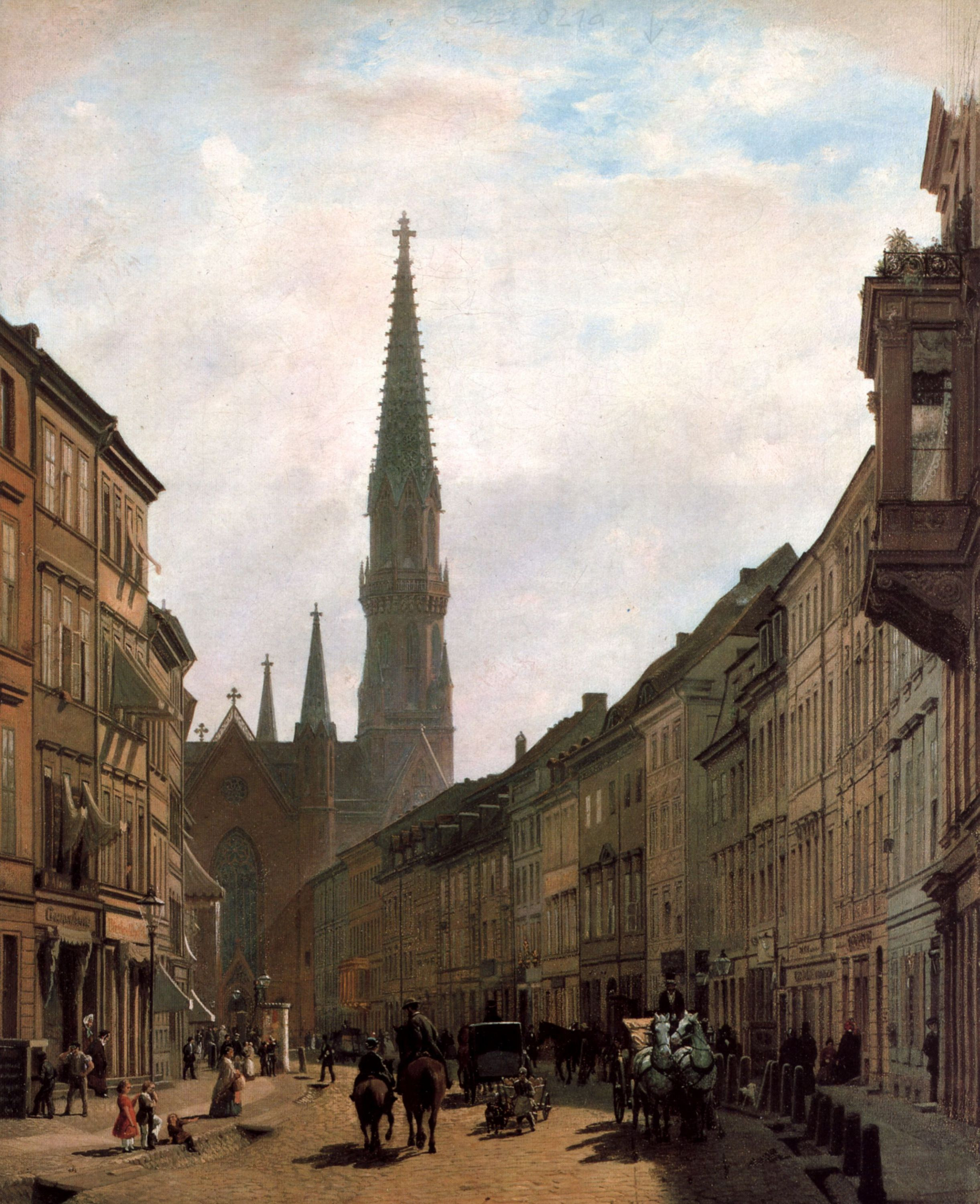
Vue de la rue Brüderstraße vers l'église Saint-Pierre, tableau d'Eduard Gaertner, 1863

L'église Saint-Pierre se dresse sur la place Saint-Pierre de Berlin (de) et, en tant qu'église paroissiale de Cölln, est l'une des cinq premières églises de la double ville de Berlin et Kölln. Elle est construite vers 1230 sur la plus haute altitude naturelle de l'île de sable de la vallée de la Sprée à Cölln à 35,5 mètres au-dessus du niveau de la mer. Elle est reconstruite plusieurs fois et démolie en 1964 après avoir été endommagée par la guerre.

## Histoire

### Première église Saint-Pierre

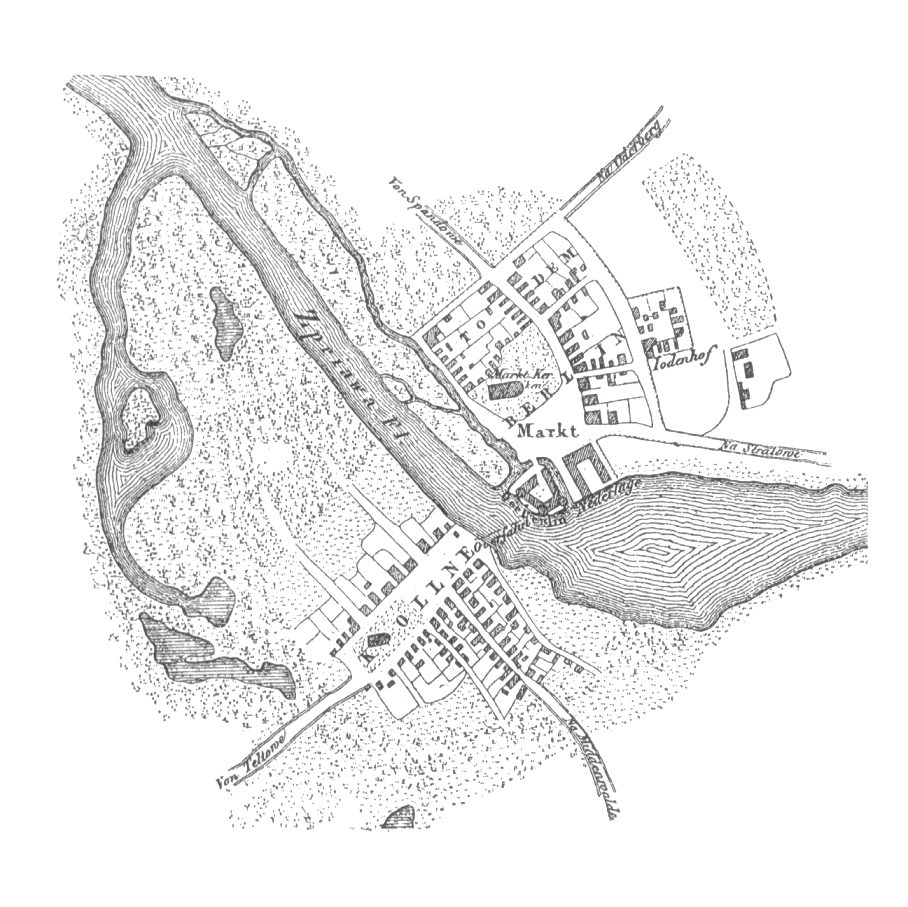
Plan de Berlin et Cölln au début du XIIIe siècle avec l'église Saint-Pierre à peu près à la hauteur du "K" de "Kollne") ; Karl Friedrich von Klöden

Des documents datant de 1285 font état d'une fondation des Prémontrés à Cölln/Kölln, à l'initiative du chapitre de la cathédrale de Brandebourg-sur-la-Havel. La première église est construite pour cette institution et reçoit de l'évêque de l'époque son nom d'après l'apôtre Pierre, patron des pêcheurs, des bateliers et des constructeurs de ponts. En 1237, un curé nommé Siméon de Cölln (de) (Symeon plebanus de Colonia), est mentionné, ce qui confirme l'existence de l'église Saint-Pierre à cette date et constitue en même temps la première mention documentaire de Cölln, qui est ensuite rattachée à Berlin.
Des fouilles archéologiques menées en 1967 sur le terrain de l'église, sous le trottoir ouest de la Gertraudenstraße, attestent que l'église Saint-Pierre, comme l'église Saint-Nicolas de Berlin, a dû être construite vers 1200, au plus tard en 1230. Il est possible de reconstituer un plan de la première construction, certainement de style roman tardif, de 45 × 20 mètres, sans que rien d'autre ne soit conservé de la substance du bâtiment. L'aspect de l'église reste donc incertain.
Il y avait probablement au moins deux anciennes églises à l'emplacement de l'église Saint-Pierre romane.
L'église romane est endommagée deux fois par le feu et est gravement touchée par l'effondrement du clocher. L'église comporteun maître-autel et plusieurs autels secondaires, qui sont entretenus par les citoyens de Cölln et le souverain et soutenus par des lettres d'indulgence. Ces lettres certifient à l'acquéreur respectif une indulgence, c'est-à-dire une remise des peines imposées qui doivent encore être purgées par le pécheur après son repentir, sa conversion et l'absolution ecclésiastique reçue en confession.
Au XIVe siècle, l'église Saint-Pierre est en mauvais état. Cela est lié à l'assassinat du prévôt Nikolaus von Bernau (de). Après que le roi Louis de Bavière a fait de son fils Louis le nouveau margrave en 1323, Nicolas et une partie du clergé s'opposent à ce nouveau souverain. Le pape Jean XXII a refusé sa nomination et a même excommunié le roi Louis l'année suivante. Nicolas de Bernau se trouvait à Berlin en août 1324 ou 1325 chez son homologue Eberhard (de) lorsqu'une foule en colère le traîne hors de la maison du prévôt et le tue. Son corps est ensuite brûlé par la foule déchaînée. Le contexte est probablement le parti pris de Nikolaus von Bernau contre Louis, alors que les Berlinois sont favorables au Bavarois. À la fin de l'année 1325, l'évêque décréte l'interdit ecclésiastique sur Cölln et Berlin. Plus aucune messe ne peut être célébrée, toute activité paroissiale comme les baptêmes, les mariages et les enterrements est interdite. Le commerce de la double ville de Berlin-Cölln souffre considérablement, car de nombreux commerçants ne veulent plus faire affaire avec des excommuniés. Ce n'est qu'en 1335 qu'un contrat d'expiation est conclu entre l'évêque et la ville de Berlin, obligeant la ville à fournir d'importantes prestations d'expiation, comme un autel d'expiation dans l'église Sainte-Marie, une croix d'expiation sur le lieu du lynchage dans la Spandauer Strasse ainsi que des indemnités aux proches de la victime. La croix expiatoire pour le meurtre de Nicolas de Bernau se trouve aujourd'hui devant l'entrée principale de l'église Sainte-Marie de Berlin. Elle est déplacée à son emplacement actuel au XVIIe siècle. L'interdit n'est complètement levé qu'en 1345. En 1347, les conseillers de Berlin et de Cölln s'engageent encore à payer chaque année à la ville de Bernau des messes commémoratives et des cierges. En conséquence, aucune messe n'a lieu dans l'église Saint-Pierre pendant près de deux décennies et plus aucun sacrement n'est administré, de sorte que l'état de l'édifice en souffre considérablement/

### Seconde et troisième église Saint-Pierre

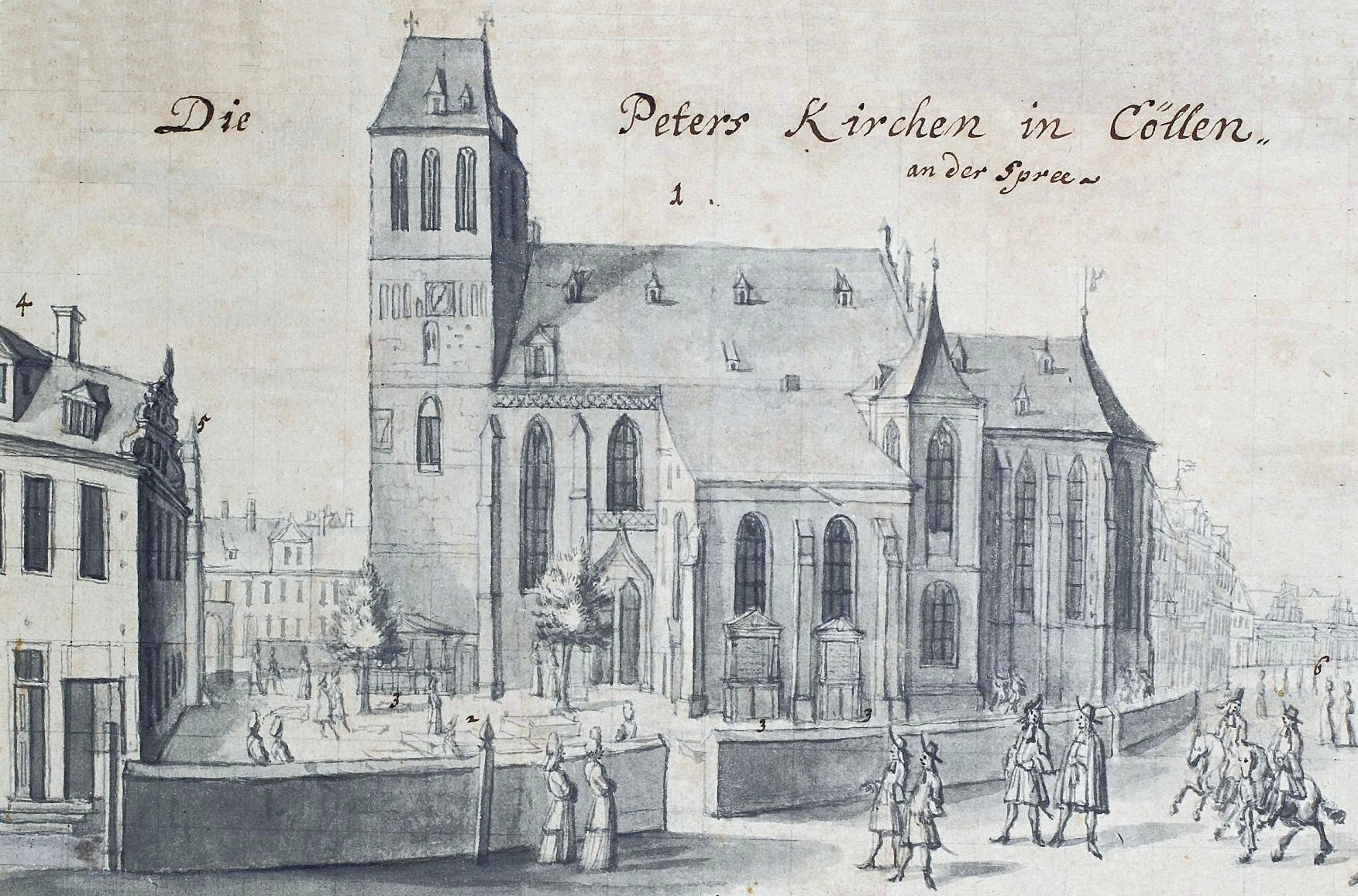
L'église Saint-Pierre vue de sud avec cimetière, vers 1690

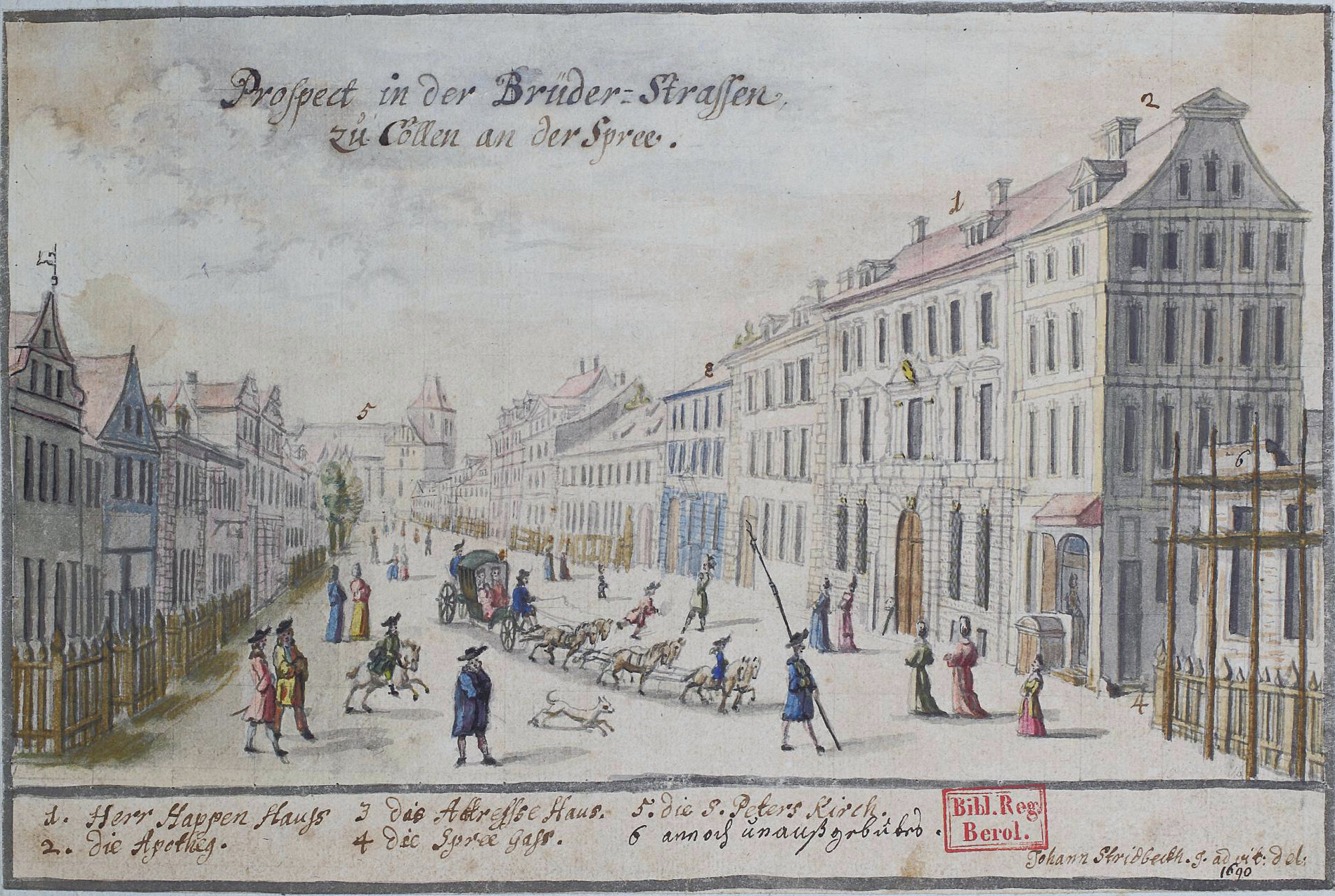
Vue à travers la Brüderstraße jusqu'à l'église Saint-Pierre, vers 1690

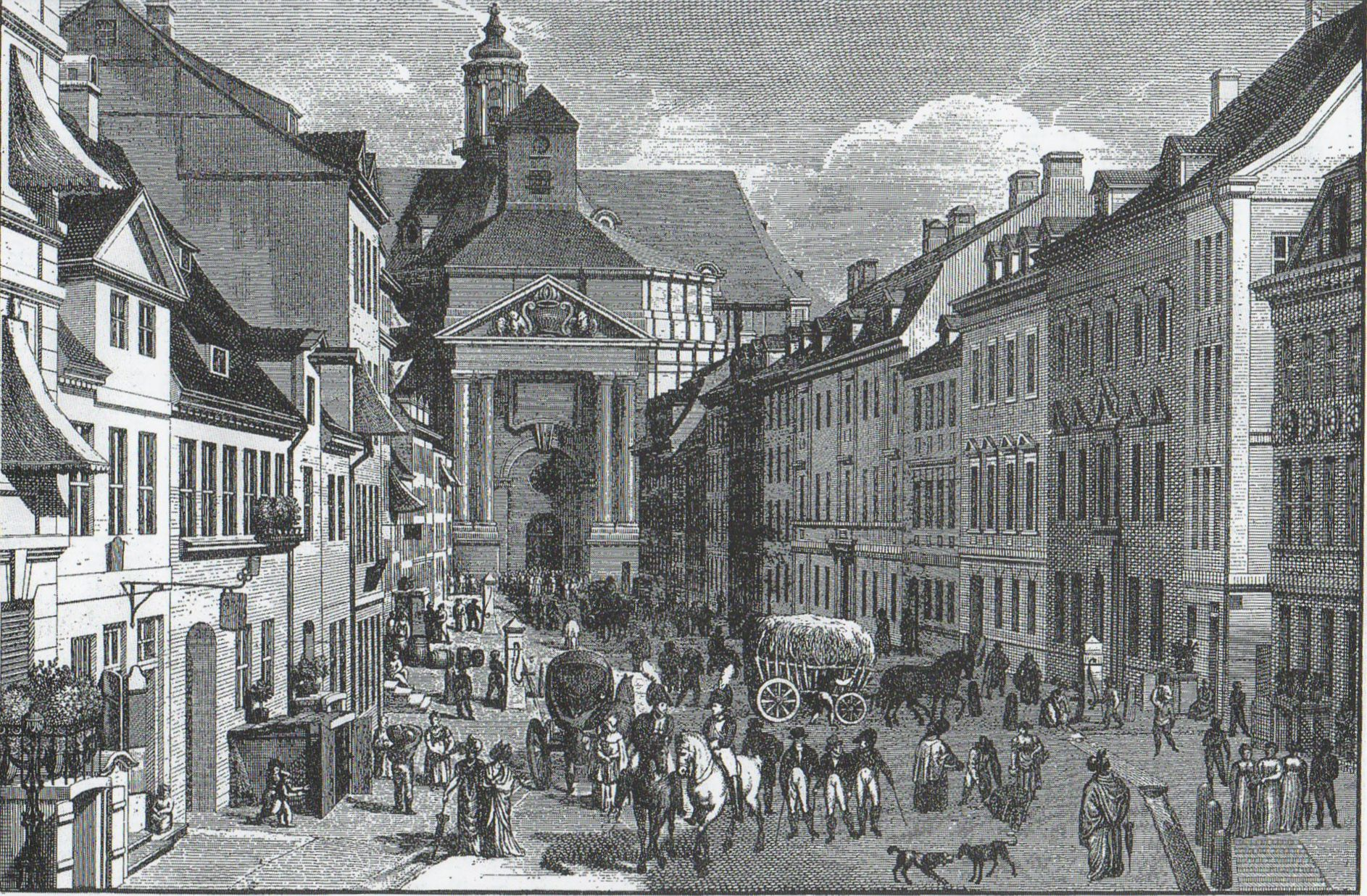
Église baroque Saint-Pierre vue à l'extrémité sud de la Brüderstraße ; Gravure sur cuivre d'après un gabarit de Franz Ludwig Catel, 1808

C'est probablement en même temps que la construction du nouveau chœur de l'église Saint-Nicolas de Berlin que l'on commença à la fin du XIVe siècle une transformation de l'église Saint-Pierre de Cölln dans le style gothique. L'orientation de l'église est conservée. La partie inférieure des murs est probablement conservée et est constituée de pierres des champs (de). La nef rectangulaire en forme de halle, à trois nefs et cinq travées, se prolonge par un long chœur légèrement en retrait avec une abside polygonale sans déambulatoire. En direction de la Scharrenstraße et de la Gertraudenstraße, il y a respectivement une annexe de chapelle à fermeture polygonale. À partir de 1505, une chapelle mariale de plan rectangulaire est ajoutée à l'annexe de la chapelle donnant sur la Gertraudenstraße. La chapelle à deux travées en l'honneur de la Vierge Marie a été offerte par un maître boulanger, Fritze. En 1517, le cardinal Albert de Brandebourg accorde sa propre indulgence. L'année suivante, 1518, Johann II von Blankenfelde, né à Berlin, accorde une autre indulgence pour l'autel du Corpus Christi dans sa fonction d'archevêque de Riga.L'église de Cölln, couverte d'ardoises, mesure au total environ 64 mètres de long et 17 mètres de large.
Joachim II, électeur de Brandebourg et duc de Prusse et neveu d'Albert de Brandebourg, introduit la Réforme en 1539. Après consultations avec Philippe Mélanchthon, on adopte la pratique réformatrice du mariage des prêtres au lieu de l'ancien célibat et du calice des laïcs lors du service de la Cène du Seigneur, ainsi que la doctrine de la justification selon la conception théologique de Martin Luther. Sinon, des efforts sont faits pour maintenir les traditions catholiques traditionnelles,,.
L'église Saint-Pierre est rénovée en 1555 et le toit de l'église et de la tour est refait en 1605. À cette occasion, on aurait trouvé dans le bouton de la tour un document indiquant que la tour a été construite ou du moins rénovée en 1440. En 1606, l'église Saint-Pierre est dotée d'une chaire artistiquement sculptée. Un peu plus tard, un autel Renaissance est ajouté. De vastes mesures de conservation sont menées en 1615 et 1675. En 1663 déjà, le conseil de Cölln a informé l'électeur Frédéric-Guillaume de Brandebourg que la tour de l'église Saint-Pierre est dans un tel état de délabrement qu'elle doit être démolie et remplacée par une nouvelle construction. Cependant, seule la tour existante est réparée. Lorsque la tour est à nouveau très endommagée, la partie supérieure est finalement démolie et un toit en croupe est posé sur la partie restante. Un dessin datant des environs de 1690 illustre l'état de la construction à cette époque.
En 1615, le tumulte berlinois (de) part de l'église Saint-Pierre. Ce sont des troubles confessionnels internes protestants qui se sont produits pendant la semaine sainte 1615 à Berlin-Cölln.
Cölln et Alt-Berlin fusionnent en 1709, l'organisation de l'église de la ville de résidence est également adaptée en conséquence. À partir de 1717, l'église subit d'importantes transformations sous la direction de Martin Heinrich Böhme (de), désormais dans un style architectural baroque. Outre une chaire réalisée par Johann Conrad Koch, cela concerne surtout la construction d'un nouveau clocher, planifié par Johann Friedrich Grael (de) et dont la construction débute en 1726. Peu avant l'achèvement de la tour, alors qu'elle atteint une hauteur de 108 mètres, la foudre s'abat le 29 mai 1730 sur l'échafaudage de la tour et sur l'église, causant de graves dommages, si bien que l'édifice doit être reconstruit pratiquement de fond en comble. La reconstruction est à nouveau dirigée par Grael à partir de 1731, puis par Philipp Gerlach. Au début du printemps 1734, "la barre du casque de 26 quintaux peut être érigée". Le roi de Prusse Frédéric-Guillaume Ier s'est déclaré prêt à financer les frais de construction à hauteur de 30.000 thalers. La pression qu'il exerce pour que l'église soit achevée le plus rapidement possible entraîne une mauvaise exécution des travaux, si bien que la tour s'effondre le 28 août 1734. C'est surtout la "lourde couronne de pierre d'une tour" qui s'est effondrée. Elle est récupérée par les habitants du quartier et entreposée dans la cave d'une maison voisine. Une commission d'enquête convoquée, composée de Johann Carl Stoltze (de), Friedrich Wilhelm Dieterichs, Philipp Wilhelm Nuglisch (de) et Johann Gottfried Kemmeter (de), confirme la justesse du projet de Grael. Malgré cela, Grael est arrêté en janvier 1735 et Stoltze est nommé à sa place. En 1737, Titus de Favre (de) fournit un nouveau projet pour la reconstruction de la tour. Avec Stoltze, il prend en charge la direction des travaux en 1738. La construction n'est toutefois pas achevée. Le 20 septembre 1809, l'église brûle à nouveau jusqu'aux fondations. Les décombres sont déblayés. Pendant une quarantaine d'années, les ruines restent à cet endroit et l'on se demande s'il faut y construire un parc ou une nouvelle église.

L'église Saint-Pierre dans son environnement urbain au fil du temps (vers 1450-1750)
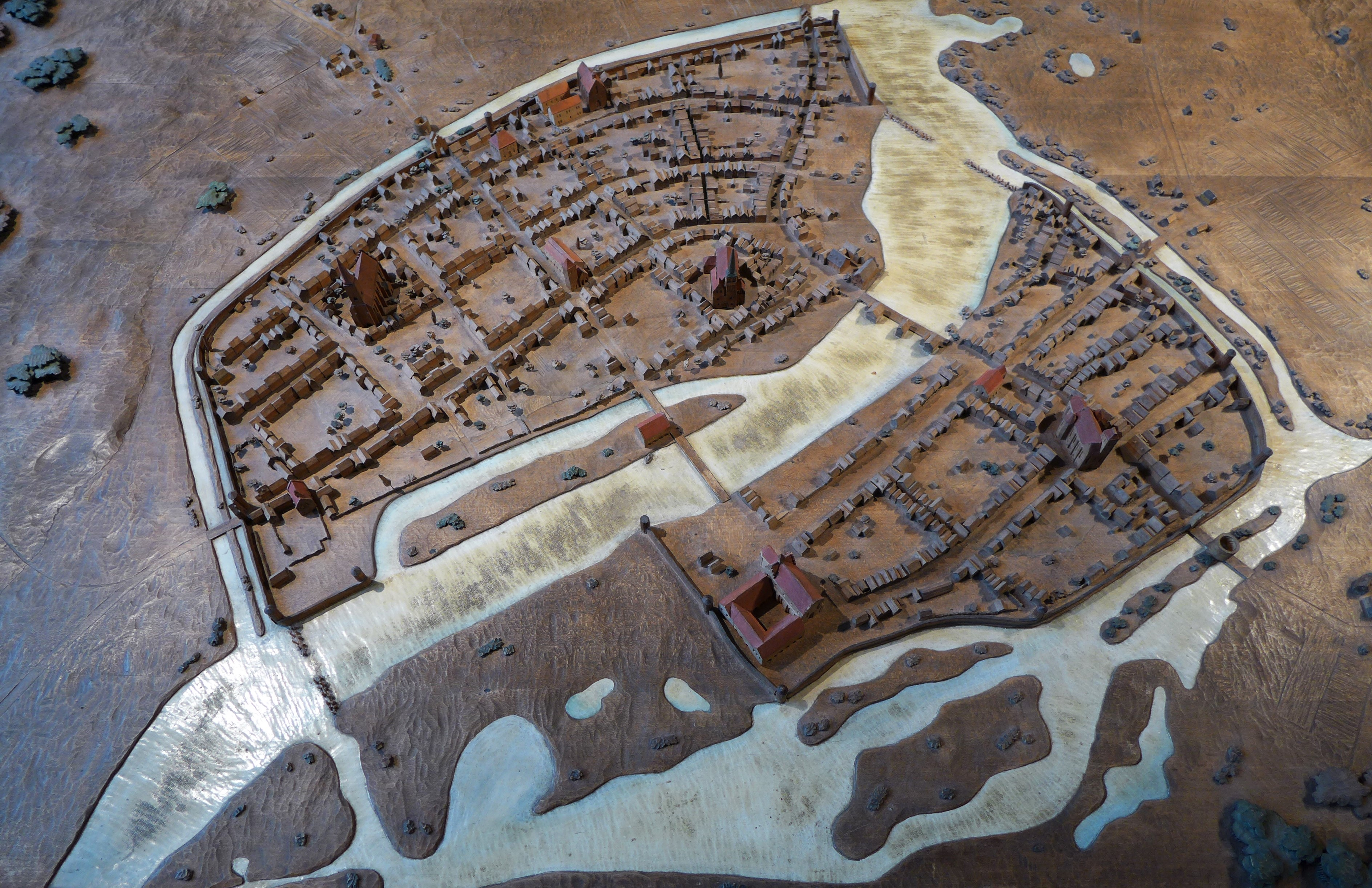
État de l'église et des environs vers l'an 1480 ; l'église est à l'extrême droite (modèle de la ville au musée de la Marche de Brandebourg)
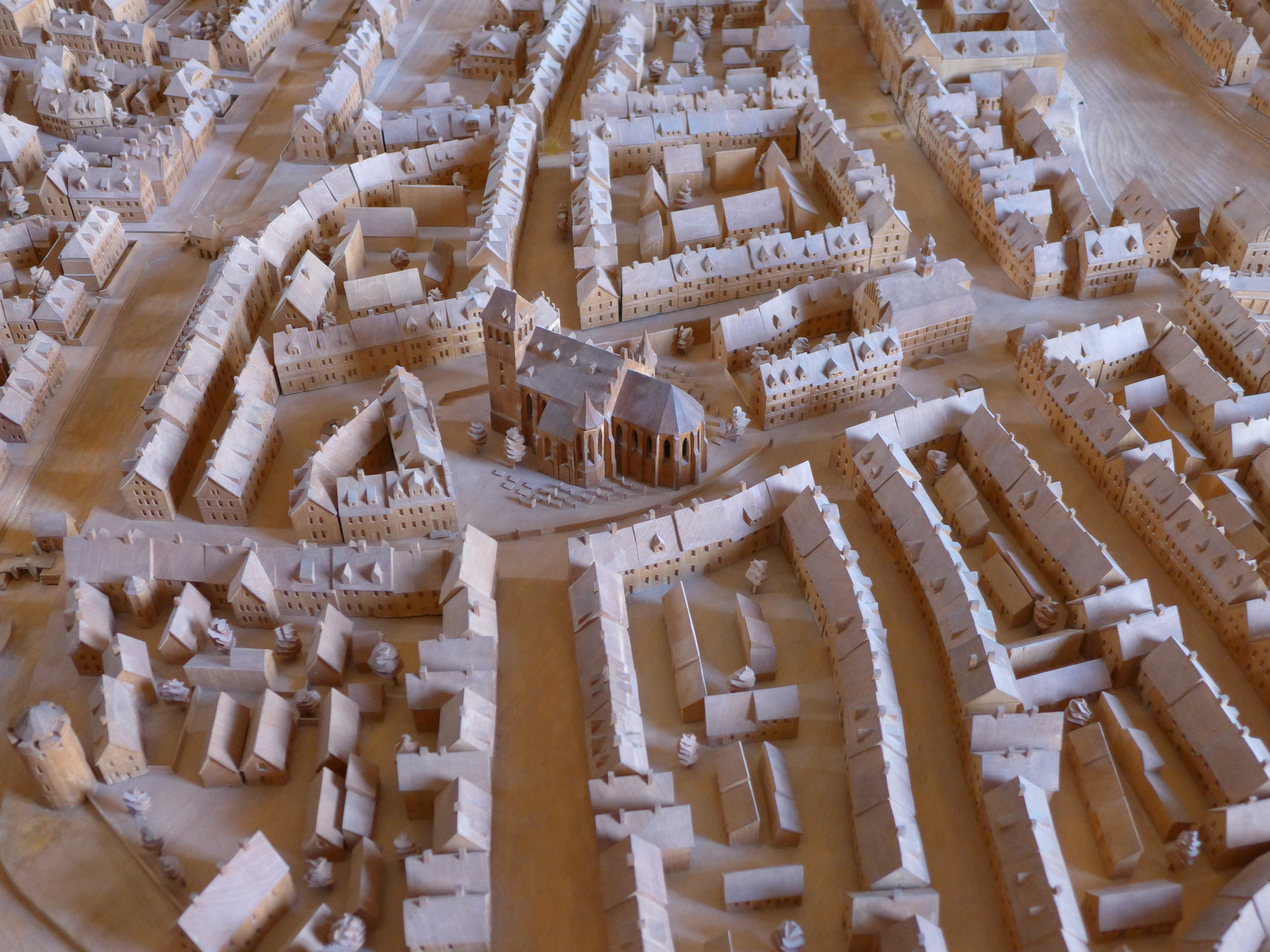
État de l'église et des environs vers l'an 1690 (modèle de la ville au musée de la Marche de Brandebourg)
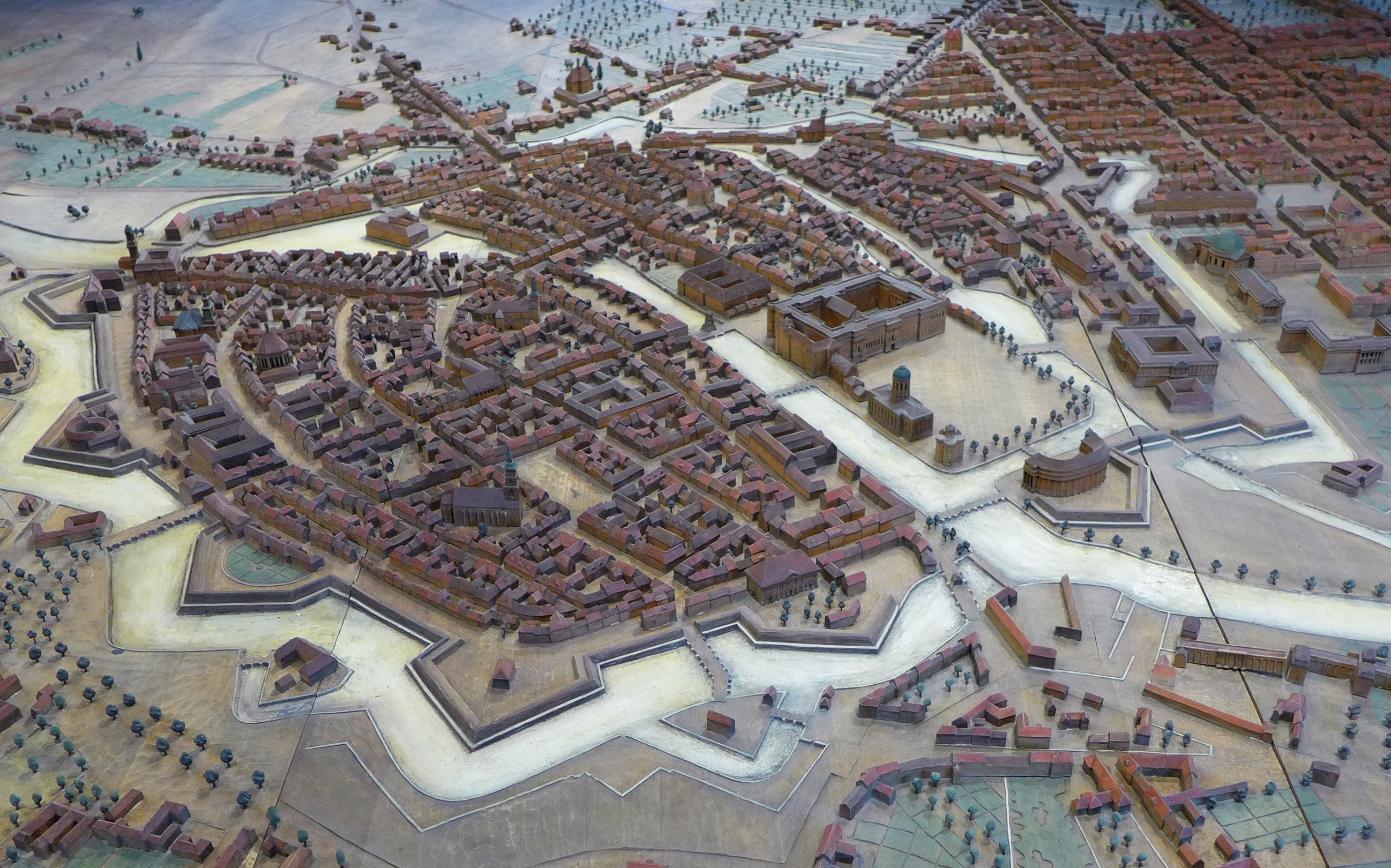
État de l'église dans le cadre urbain vers 1750 ; L'église se trouve à peu près au milieu supérieur de l'image (modèle de la ville au musée de la Marche de Brandebourg)

### Quatrième église Saint-Pierre

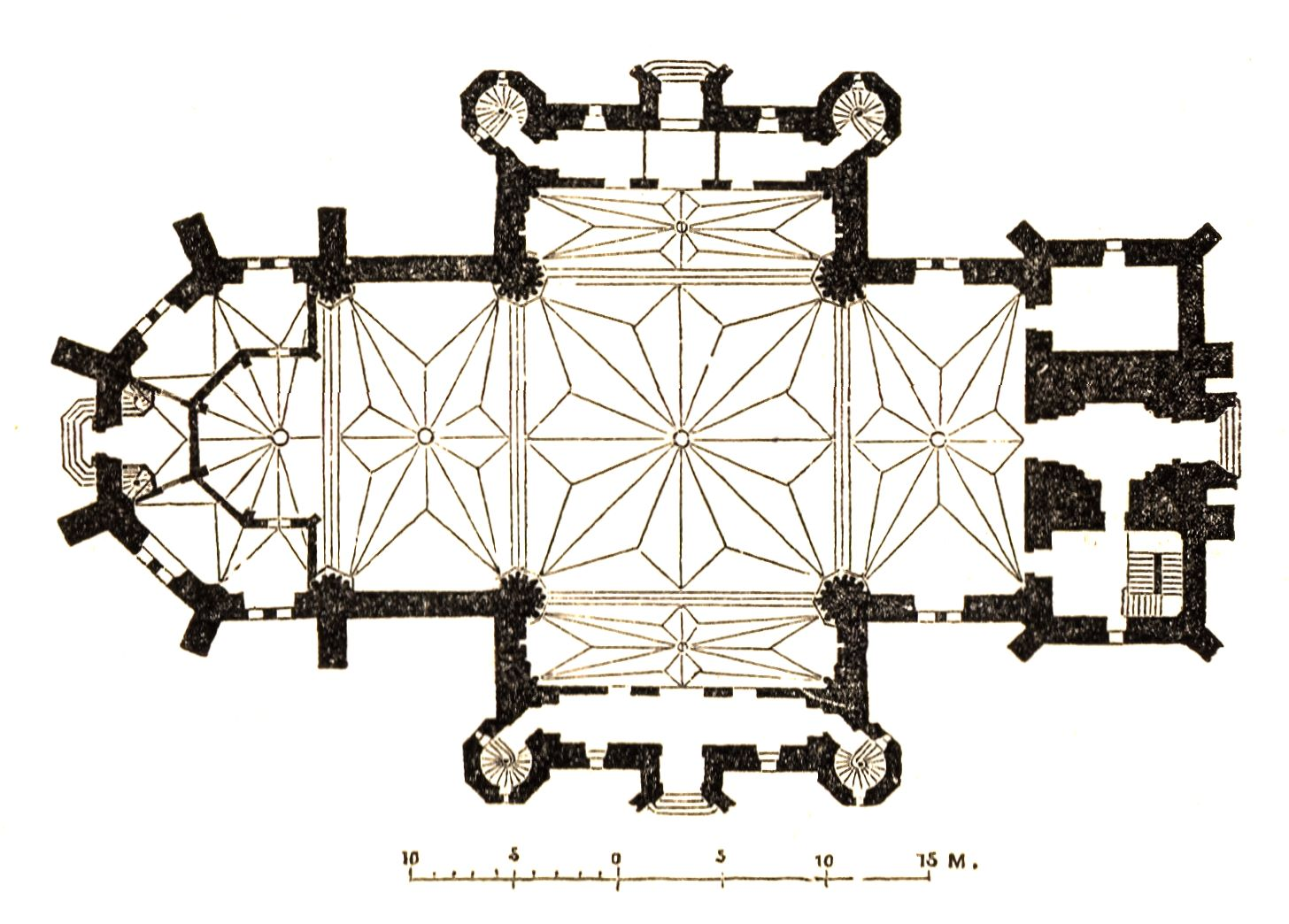
Plan au sol de l'église néogothique

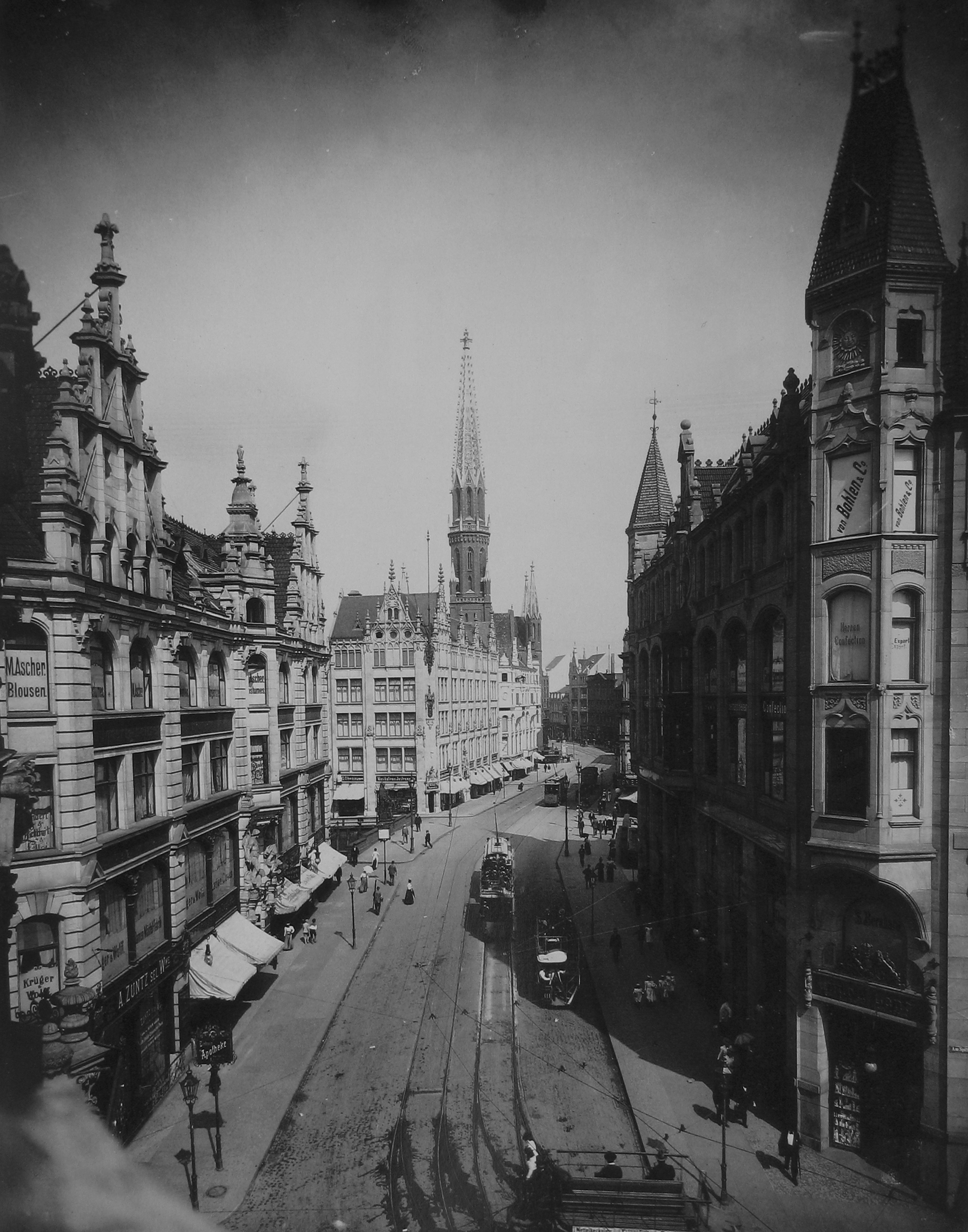
Vue du Spittelmarkt à travers la Gertraudenstraße jusqu'à l'église Saint-Pierre, 1901

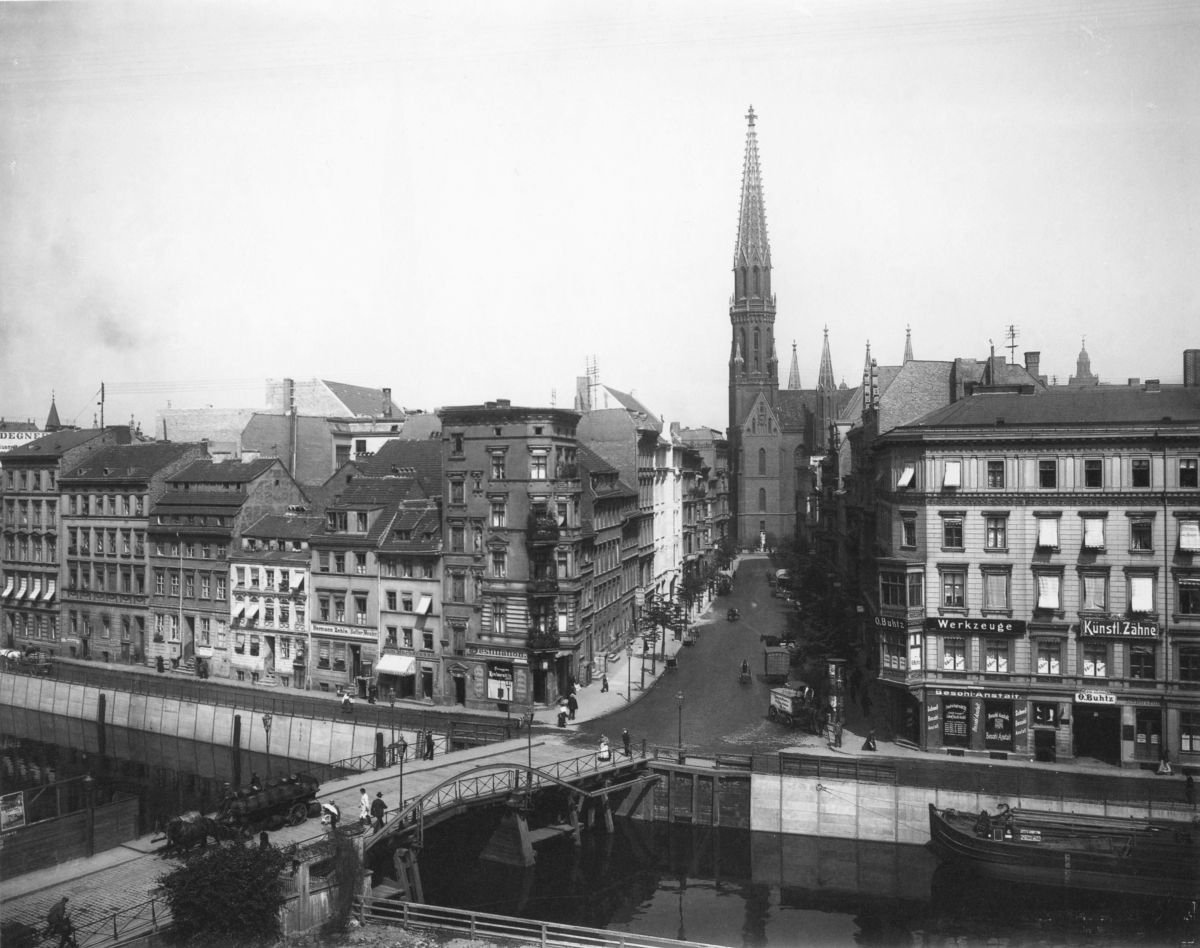
Vue depuis le pont de la Grünstrasse sur le canal de la Spree à travers la Grünstrasse jusqu'à la Petrikirche, 1903

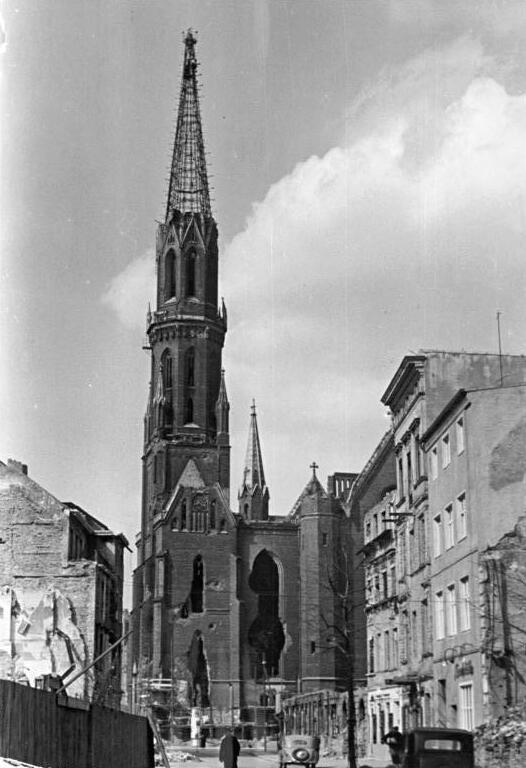
L'église Saint-Pierre endommagée par la guerre vue de la Grünstrasse, 1951

La paroisse de l'église Saint-Pierre compte environ 20 000 âmes au milieu du XIXe siècle. En 1846, il est donc décidé de construire un nouveau bâtiment dont la première pierre est posée le 3 août 1847. L'église est placée sous le patronage de la ville de Berlin. Le maître d'œuvre Heinrich Strack sort vainqueur d'un concours et érige un bâtiment néogothique dont la tour de 111 mètres de haut sur un plan rectangulaire est longtemps le plus haut bâtiment de Berlin. La devise du plan de construction était est suivante : "Là où le Seigneur ne construit pas la maison, ceux qui la construisent travaillent en vain". Selon le plan, la tour était conçue pour accueillir quatre cloches d'un poids total d'environ 100 quintaux. Cependant, seules trois cloches avec des citations de l'Ancien Testament sont installées dans un premier temps (notes si, ré, fa ; 54, 24 et 13 quintaux ; fonderie Hackenschmidt). La partie maçonnée de la tour a une hauteur de 200 pieds. Elle est surmontée d'une flèche en fonte recouverte de zinc. Une peinture de couleur brique recouvre la couleur claire du zinc. Une flèche en bois a été exclue lors de l'appel d'offres du 8 octobre 1844 pour des raisons de protection contre les incendies. La construction relativement courte dispose d'une hauteur relativement importante, qui met clairement en valeur l'intention gothique "à l'assaut du ciel". Les étages libres de la tour de l'église Saint-Pierre, achevée en 1852, présenient quelques parallèles architecturaux avec le cubage de la tour de l'hôtel de ville de Bruxelles. Les formes parallèles sont (de haut en bas) une fleur en forme de croix au sommet, une flèche ornée d'une bordure en forme de crabe, une couronne de pignon à la base de la flèche, en dessous un octogone s'ouvrant sur des fenêtres en ogive avec une galerie de parapet en saillie et des pinacles aux angles, en dessous un octogone avec des fenêtres en ogive qui se transforme en un étage de tour carré. La galerie d'allège de l'église Saint-Pierre est soutenue de chaque côté de l'octogone par trois anges, soit 24 anges au total, en argile cuite. La transition entre la tour carrée et l'octogone est dissimulée par des pinacles d'angle ornés de fleurs en forme de croix. Par rapport à la tour de l'hôtel de ville de Bruxelles, la tour de l'église Saint-Pierre n'a pas d'étage octogonal. L'étage supérieur, entouré de contreforts  et de forme carrée, s'ouvre sur la façade d'entrée par deux fenêtres en ogive. Sur les deux façades de la tour, c'est là que se trouve le toit en gouttière, qui est plus court sur l'église Saint-Pierre que sur la façade de l'hôtel de ville de Bruxelles en raison de l'étroitesse de la nef située derrière. L'horloge de Rösener se trouve sous les fenêtres en ogive parallèles de la tour de l'église Saint-Pierre. Une haute fenêtre à double travée située en dessous, flanquée de deux fenêtres à double travée plus courtes, soulignet la verticalité de la façade de la tour. Toutes les fenêtres à meneaux de l'église sont fabriquées en grès. Le portail de la tour se ferme de manière simple avec une galerie de mesures aveugles au-dessus et est encadré par deux contreforts avec des pinacles. Les portails des deux transepts de la Scharrenstraße et de la Gertraudenstraße sont ornés de hautes corniches ajourées. L'édifice religieux disposet de trois entrées principales. Au total, près de 3 000 personnes doivent pouvoir s'asseoir ou se tenir debout dans l'espace.
Les positions des tourelles d'angle de l'hôtel de ville de Bruxelles apparaissent à l'église Saint-Pierre comme des tours de flanquement octogonales des transepts à branches courtes avec leurs façades à pignons. Les tours d'escalier sont , comme la tour principale, surmontées de casques pointus avec des couronnes de pignons. Alors que la tour principale a une hauteur de 307 pieds sur la façade, les quatre tours d'escalier ont une hauteur de 142 pieds. Ces tours d'escalier permettent d'accéder aux galeries de l'église Saint-Pierre. Côté Gertraudenstraße , la loge du magistrat se trouve sur la galerie de l'église. Les formes gothiques tardives de la tour de l'hôtel de ville utilisées à Bruxelles sont transposées dans un gothique simplifié en briques à l'église Saint-Pierre, qui doit s'inspirer des modèles des églises en brique brandebourgeoises du Moyen Âge. Le bâtiment central de l'église Saint-Pierre néogothique a une seule nef, une forme cruciforme et est construit en briques. Le chœur se termine en 5/8 polygonale et est entouré de contreforts aux angles. La nef a 138 pieds de long et 48 de large à l'intérieur. Le transept a une longueur intérieure de 95 pieds. La hauteur maximale de la voûte est de 86½ pieds. Le chœur s'ouvre sur toute sa largeur sur la nef centrale, mais il est encastré par une tribune circulaire en forme de jubé. L'intérieur de l'église est voûté en étoile. La plus grande portée de la voûte est de 48 pieds. Les trous de la voûte servent à assurer une bonne acoustique et à éviter un effet de réverbération excessif. La vue des visiteurs de l'église n'est pas interrompue par des piliers et permet ainsi une vue directe sur l'autel. La voûte centrale de la croisée du transept, de plan carré, est surmontée d'une étoile à huit branches, les quatre travées de voûte qui en partent, de plan rectangulaire transversal, sont chacune voûtées d'une étoile à six branches. La voûte de l'église, qui repose sur des piliers en faisceau, est peinte en 1896. Des tribunes sont aménagées dans les bras de la croix pour offrir des places supplémentaires. La nef comporte trois travées.L'édifice religieux présente en grande partie des formes du gothique primitif. Les cimaises ajourées et le chapiteau à remplages utilisent des éléments du gothique flamboyant, tandis que les voûtes en étoile s'inspirent des formes de voûtes du gothique tardif.
L'architecte August Dieckhoff (de) est responsable des travaux de construction, qui durent de 1846 à 1853. L'inauguration de l'église a lieu le 16 octobre 1853 en présence de Frédéric-Guillaume IV. Le riche mobilier - composé d'un retable d'autel avec des guimbardes néo-gothiques placées en paravent, d'une chaire en grès de Nebra avec des motifs végétaux et un couvercle en bois à la jonction de la travée du chœur et du transept et de l'orgue de C. A. Buchholz avec 72 registres - date de l'époque de la construction,. En 1894, l'église Saint-Pierre reçoit des vitraux colorés dans le chœur et en 1901, des fonts baptismaux sont placés à une certaine distance devant l'autel. Le cimetière de la communauté de l'église néogothique Saint-Pierre est situé entre les portes de Landsberg (de) et de Francfort et a été ouvert en 1838.
En 1928, la ville et la paroisse ont célébré le 75e anniversaire de la nouvelle église Saint-Pierre lors d'un service religieux.
Pendant la Seconde Guerre mondiale, l'église est gravement endommagée au cours des derniers jours de la bataille de Berlin. Après avoir survécu indemne aux bombardements, elle est la cible de tirs en avril 1945, car des unités SS s'y sont retranchées. À la fin de la guerre, il ne reste plus que des ruines. Du côté sud et du côté nord, les tours de flanquement du transept, la maçonnerie de la tour ainsi que celle de la nef présentent des dommages considérables. Les dimensions des fenêtres ont en grande partie disparu. La charpente et la couverture manquent. L'ossature de la tour est conservée. À l'intérieur, trois voûtes se sont effondrées et toutes les parties en bois ont brûlé. En 1951, on commence à réparer les dommages causés aux murs et à planifier la mise en place d'une nouvelle charpente pour protéger l'intérieur de l'église, car les voûtes restantes sont de plus en plus endommagées par les intempéries. Un constat d'avarie établi la même année n'attribue aucune valeur historique et artistique à l'édifice néogothique, car il s'agit d'un "gothique académique" du XIXe siècle.
Comme le gouvernement de la RDA n'est pas intéressé par le financement de la reconstruction de l'église et qu'elle fait obstacle aux plans routiers dans le cadre du nouveau tracé ou de la rectification de la Gertraudenstraße (de) en direction de Mühlendamm (de), le conseil paroissial se voit contraint, après plusieurs années de négociations, d'approuver la démolition en 1960. Jusqu'alors, les ruines de la tour ont dû être signalées par des lampes de signalisation rouges pour assurer la sécurité de l'espace aérien berlinois pendant la nuit. Les derniers vestiges du bâtiment sont démolis en 1964. Les débris des murs de briques, dont l'épaisseur peut atteindre quatre mètres, sont déchiquetés et vendus à Berlin-Ouest pour la construction de stades et de routes. Après la démolition, on consolide le sol à l'aide de pilons à vapeur, on le remblaieet on utilise ensuite l'emplacement de l'église comme parking. Depuis, les locaux de la communauté se trouvent dans un bâtiment de la Neue Grünstraße, où se déroulent également les services religieux.

## Tombes
- Joachim Friedrich Kornmesser (de), maire de Berlin
- Carl Heinrich Graun, compositeur et chanteur

## Découvertes archéologiques

### Fouilles dans les années 1960
Les premières fouilles archéologiques dans le centre-ville de la Cölln historique ont lieu à partir de 1960 dans la Petristraße et au Fischmarkt. Les fouilles à l'intérieur de l'église Saint-Nicolas de Berlin fournissent des données comparatives importantes. Les deux fouilles témoignent de la longue histoire de l'occupation du site. Les origines slaves de l'habitat ne peuvent pas être prouvées, bien qu'elles ont été soupçonnées auparavant. En 1967, sous la direction de Heinz Seyer, des recherches archéologiques sont à nouveau menées sur la place Saint-Pierre, après la démolition de l'église néogothique Saint-Pierre. Ces recherches sont motivées par la planification d'une nouvelle construction moderne sur le site historique. Lors des fouilles, seules trois coupes artificielles sont effectuées dans le sol, sous une certaine pression du temps. On constate que les constructions religieuses des époques baroque et néogothique ont largement détruit les vestiges des églises précédentes plus anciennes. Toutefois, on peut constater différentes phases de construction de l'époque médiévale. On suppose ainsi que l'église la plus ancienne pourrait dater d'après 1150, c'est-à-dire de l'époque romane. Aucune image de cette construction n'est parvenue jusqu'à nous. En comparant avec les fondations de l'église Saint-Nicolas, on peut établir de grands parallèles,. L'église suivante de Cölln est probablement construite vers 1200 dans le style gothique primitif. Il n'existe pas non plus d'illustrations de cet édifice religieux. Un document mentionne toutefois la construction en 1285. La construction suivante est financée par des dons pieux à partir de 1379. Lors des fouilles menées par Heinz Seyer, on trouve également des vestiges de cette construction. Dans ce contexte, on tombe sur une quarantaine de sépultures strictement orientées est-ouest, avec des crânes légèrement surélevés. Le lever du soleil à l'est est considéré comme le symbole de la résurrection chrétienne. À l'est, les défunts attendent, selon la conception chrétienne, le retour du Christ le jour du Jugement dernier. Les ossements les plus anciens sont recouverts par les fondations de l'église de la fin de l'époque romane. Cela laisse supposer qu'avant la construction de la plus ancienne église découverte à ce jour, des inhumations ont déjà eu lieu à cet endroit. Comme il n'est pas concevable que des inhumations chrétiennes ont eu lieu sans la proximité immédiate d'un édifice religieux, il faut partir du principe qu'une église à charpente de bois a probablement pu se trouver ici. En raison de la petite taille des recherches, plusieurs questions sont restées sans réponse,.

### Fouilles de 2007

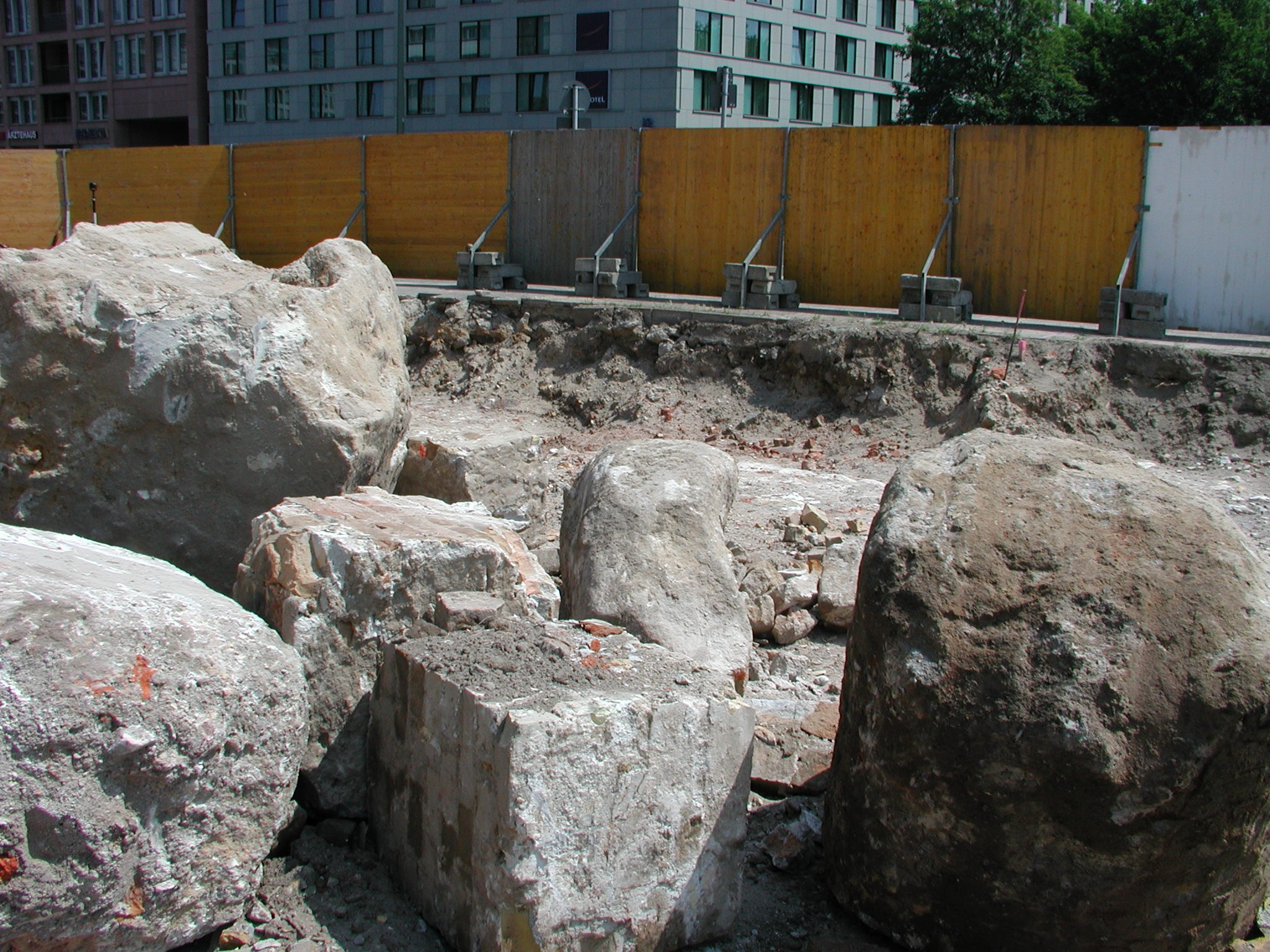
Vestiges des fondations de la Petrikirche, 2007

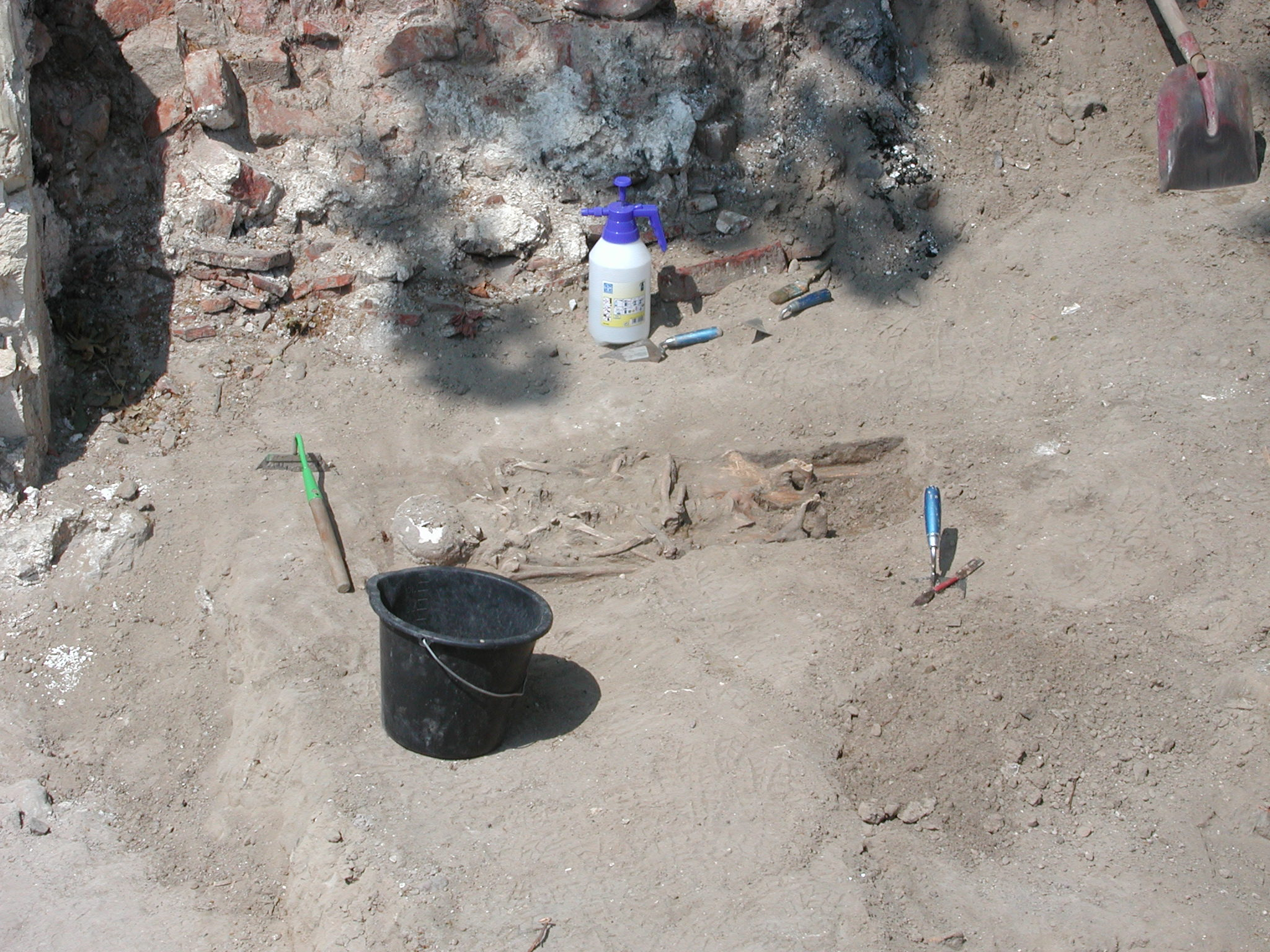
Examen d'un squelette à l'église Saint-Pierre, 2007

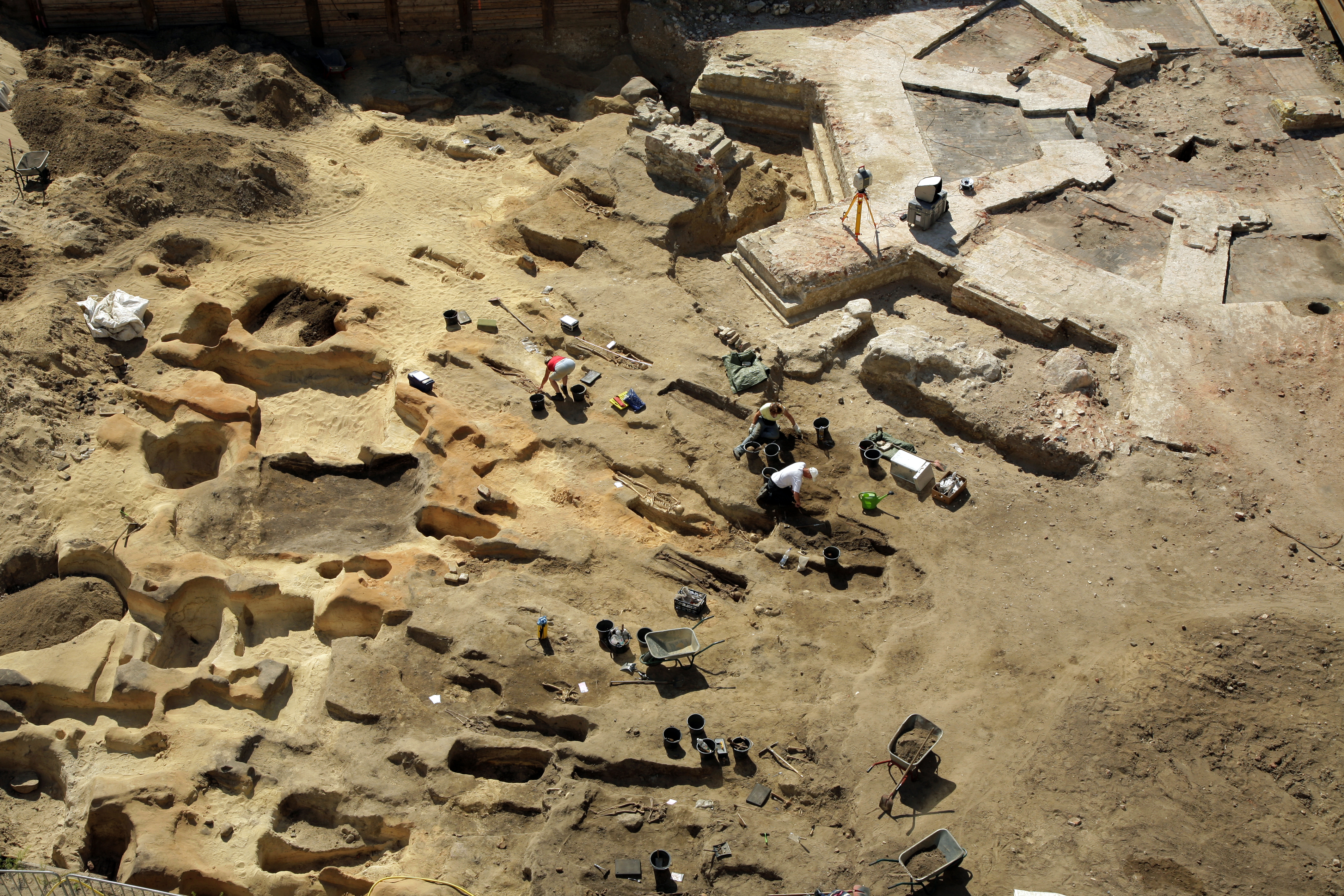
État des fouilles à Cölln en 2008, en haut à droite les fondations de l'abside polygonale de l'église

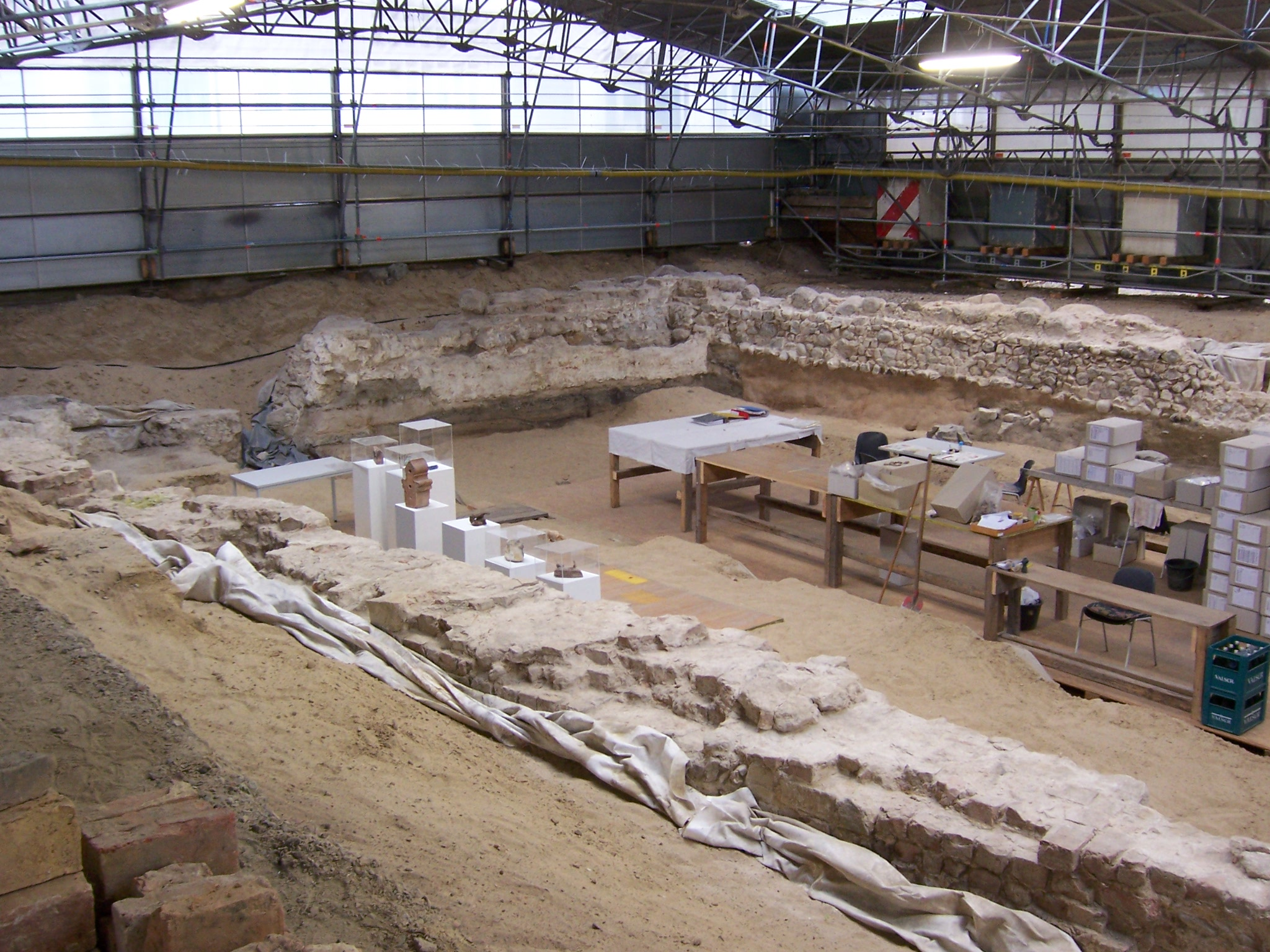
Salle de fouilles à la place Saint-Pierre, 2009

En 2007, dans le cadre des travaux de construction du "quartier parlementaire/gouvernemental", l'administration du Sénat commence des fouilles archéologiques à grande échelle par un grand groupe d'archéologues sous la direction de Claudia Melisch afin de réexaminer le germe historique de Berlin sur la place Saint-Pierre. La zone de fouilles comprend la Kleine Gertraudenstraße jusqu'à la Breiten Straße ainsi que la zone allant de la Gertraudenstraße à la Scharrenstraße. Dans cette zone se trouvent à l'origine l'église Saint-Pierre et son cimetière, l'école de latin, des maisons d'habitation et de commerce ainsi que l'ancien hôtel de ville de Cologne. La cour de l'église s'étend autour de l'emplacement des anciennes églises. On suppose également que d'autres tombes se trouvent sous la Gertraudenstraße et la Scharrenstraße. Les fouilles permettent de dégager et de mesurer les fondations des différentes églises de Saint-Pierre encore enfouies dans le sol, ainsi que d'examiner en détail le lieu d'inhumation tout proche, utilisé jusqu'en 1717.
On trouve également les fondations du lycée de Cölln et 3126 tombes contenant les ossements de 3 872 personnes. Environ 10 % des tombes contiennent les ossements de plus d'une personne. La densité maximale d'inhumation est de 12 personnes par tombe. Les tombes les plus profondes sont proches de la nappe phréatique, tandis que les tombes les plus hautes sont trouvées à environ un mètre sous le pavage du parking. Les tombes plus anciennes sont souvent affectées lors de l'aménagement de nouveaux lieux d'inhumation. La période d'inhumation se situe entre 1200 et 1717 environ. En 1717, le cimetière est tellement occupé qu'il est fermé pour des raisons d'hygiène sous le roi Frédéric-Guillaume Ier. Le nouveau cimetière de l'église Saint-Pierre est alors aménagé à l'extérieur de la ville. Une fosse commune pour les cercueils et les corps déterrés est aménagée près de l'église. Cette fosse contenant les restes d'environ 35 personnes a pu être localisée lors des fouilles menées à partir de 2007.
Les ossements découverts sont déterrés et examinés à la main lors de l'enquête archéologique, au cours de laquelle on tente de décrypter des questions essentielles sur le début et le développement de l'histoire de la formation de Berlin et de Cölln. Il s'avère que l'état de conservation des squelettes est exceptionnellement bon. Mais les morts ne présentent pas d'identification individuelle et ne peuvent donc pas être directement rattachés à la liste des noms des 1 650 personnes enterrées ici, établie par l'historien berlinois Daniel Krebs. Grâce à la méthode du carbone 14, les ostéologues peuvent déterminer approximativement l'âge et l'heure de la mort. Ils peuvent également déterminer le sexe des adultes. On suppose que des membres de familles de Cölln, des curés de l'église Saint-Pierre ainsi que des enseignants et des élèves des écoles locales sont enterrés ici dans et autour de l'église pendant plusieurs générations. Les morts sont principalement enterrés dans le sens ouest-est, la "direction du regard" des morts étant orientée vers l'est. Seuls quelques pans de murs de l'église gothique tardive sont retrouvés. Dans cette zone, les tombes existantes sont laissées dans le sol afin de ne pas endommager les restes de murs et de pouvoir les conserver. À l'aide d'une matrice de Harris, les différents types de découvertes (murs, tombes, structures en bois) sont enregistrés dans une base de données selon une chronologie relative partant de l'année 1717 et remontant dans le temps. L'absence de mobilier dans la première couche rend sa datation difficile, si bien que l'on a dû continuer à travailler avec la méthode du carbone 14. Cette méthode au carbone 14 est toutefois considérée comme relativement imprécise pour la période médiévale à étudier, car les isotopes du carbone ne changent pas de manière significative entre les années 1280 et 1380, mais restent sur un certain plateau, car ils ne se décomposent pas davantage. Par conséquent, la plupart des découvertes ne peuvent pas être délimitées plus précisément durant cette période. On peut toutefois constater que des squelettes datant d'une période bien antérieure à 1280 ont également été découverts, et plus précisément de la deuxième moitié du XIIe siècle. Il est donc clair que l'on a trouvé la génération fondatrice de la Cölln originelle. Pour poursuivre l'étude de ce groupe d'ossements, un réseau international de scientifiques est mis en place afin d'étudier l'origine et les relations de parenté ainsi que les résultats des maladies (traumatismes, maladies infectieuses, maladies métaboliques) des premiers colons. On trouve également la constellation de trois hommes qui ont manifestement battus à mort et enterrés dans une boîte étroite. Au sein de la population la plus ancienne, on trouve peu d'enfants. Les personnes les plus âgées sont âgées de 50 à 60 ans. Les recherches doivent permettre de comprendre comment s'est déroulé le processus de colonisation dans la région de Cölln-Berlin. En outre, la tombe doit être comparée à une tombe médiévale de même type découverte à Londres. Lors de la découverte de nombreux squelettes, des pièces de monnaie ont été trouvées dans la bouche des défunts.
Devant les fondations du portail de l'église Saint-Pierre, on est tombé sur les vestiges de l'école de latin de Cölln, qui a été créée par la paroisse. L'école de latin a probablement été fondée dès le XIVe siècle pour former la relève des prêtres de l'église Saint-Pierre. Après la Réforme, cette école est passée de manière plus importante sous la gestion de la ville. Les bâtiments de l'école de latin et du futur lycée de Cölln brûlent avec l'église Saint-Pierre en 1730. Après l'incendie, les élèves sont d'abord scolarisés dans l'hôtel de ville de Cölln, puis dans le monastère franciscain (de). Le sous-sol de l'école latine est ensuite utilisé comme fosse à calcaire pour reconstruire l'église Saint-Pierre. Après la reconstruction de l'église, les caves sont recouvertes de déchets et pavées. L'analyse des détritus permet de découvrir de riches céramiques historiques ainsi que des chaussures, des boucles, des jouets et des pipes à tabac, ce qui laisse supposer l'équipement des ménages de Cologne à partir de 1750. Les caves du grand magasin Hertzog sont remplies de gravats de la Seconde Guerre mondiale. Une ancienne cave anti-aérienne peut être retrouvée. Dans ce secteur se trouvent également des caves de l'ancien hôtel de ville de Cölln. Les morts déterrés du cimetière de l'église Saint-Pierre sont réenterrés après la fin des recherches anthropologiques.